# بارتیتسو
بارتیتسو (انگلیسی: Bartitsu) یک هنر رزمی تلفیقی و شیوه دفاع شخصی است که در سال‌های ۱۸۹۸ تا ۱۹۰۲ در انگلستان توسعه یافت. این هنر رزمی از تلفیق رشته‌های بوکس، جوجیتسو، مبارزه با عصا و همچنین ساواته تشکیل شده است. در سال ۱۹۰۳، سر آرتور کانن دویل با استفاده از اصطلاح بارتیتسو در داستان‌های رمزآلود شرلوک هولمز، این هنر رزمی را مشهور کرد.

## تاریخچه
در سال ۱۸۹۸، ادوارد ویلیام بارتون رایت، مهندس انگلیسی که سه سال گذشته را در ژاپن زندگی کرده بود، به انگلستان بازگشت و شکل‌گیری «هنر جدید دفاع شخصی» را اعلام کرد. او ادعا می‌کرد که این هنر بهترین عناصر سبک‌های مبارزه را در یک هنر رزمی واحد ترکیب می‌کند که او آن را بارتیتسو نامیده بود. بارتون رایت قبلاً «بوکس، کشتی، شمشیربازی، ساواته و استفاده از خنجر استیلتو» را زیر نظر استادان شناخته شده مطالعه و تمرین کرده بود. طبق گزارش‌ها بارتون رایت مهارت‌های خود را با «درگیر شدن با افراد سرسخت (مبارزان خیابانی) تا زمانی که (او) از کارایی آنها (مهارت‌هایش) راضی می‌شد»، آزمایش می‌کرد. او بارتیتسو (ژاپنی: ばちつ) را به معنای «دفاع از خود در تمام اشکال آن» تعریف کرد. این کلمه احتمالاً از ترکیب نام خانوادگی او (بارتون) و عبارت جوجیتسو به دست آمده است.
همان‌طور که در مجموعه مقالاتی که بارتون رایت برای مجله پیرسون بین سال‌های ۱۸۹۹ و ۱۹۰۱ تهیه کرد توضیح داده شده است، بارتیتسو در آن زمان عمدتاً از مباحث شیندن فودو-ریو (سبکی از جوجیتسو) و همچنین از جودو کودوکان تشکیل شده بود. همان‌طور که این هنر رزمی در لندن در حال شکل‌گیری بود، به منظور گسترش یافتن مباحث آموزشی، تکنیک‌های رزمی از دیگر سبک‌های جوجیتسو و همچنین از بوکس بریتانیا، کشتی سوئیسی، ساواته فرانسوی و سبک دفاعی کن در هنر رزمی بارتیتسو گنجانده شد.

## باشگاه بارتیتسو
بین سال‌های ۱۸۹۹ و ۱۹۰۲، بارتون رایت شروع به تبلیغ و ترویج سبک رزمی خود از طریق مقاله‌های مجلات، مصاحبه‌ها و همچنین برگذاری رقابت‌های بارتیتسو در مکان‌های مختلف لندن کرد. او آموزشگاه رزم و تربیت بدنی بارتیتسو، معروف به باشگاه بارتیتسو را تأسیس کرد که در خیابان شافتسبوری در سوهو قرار داشت. در مقاله ای در جلد ۶ مجله تربیت بدنی زاندو، روزنامه‌نگار مری نوجنت، باشگاه بارتیتسو را اینگونه توصیف کرد: «... یک سالن زیرزمینی بزرگ، کاملاً درخشان، با دیوارهای کاشی‌شده سفید به همراه لامپی که «قهرمانان» مانند ببر دور آن می‌چرخند.»

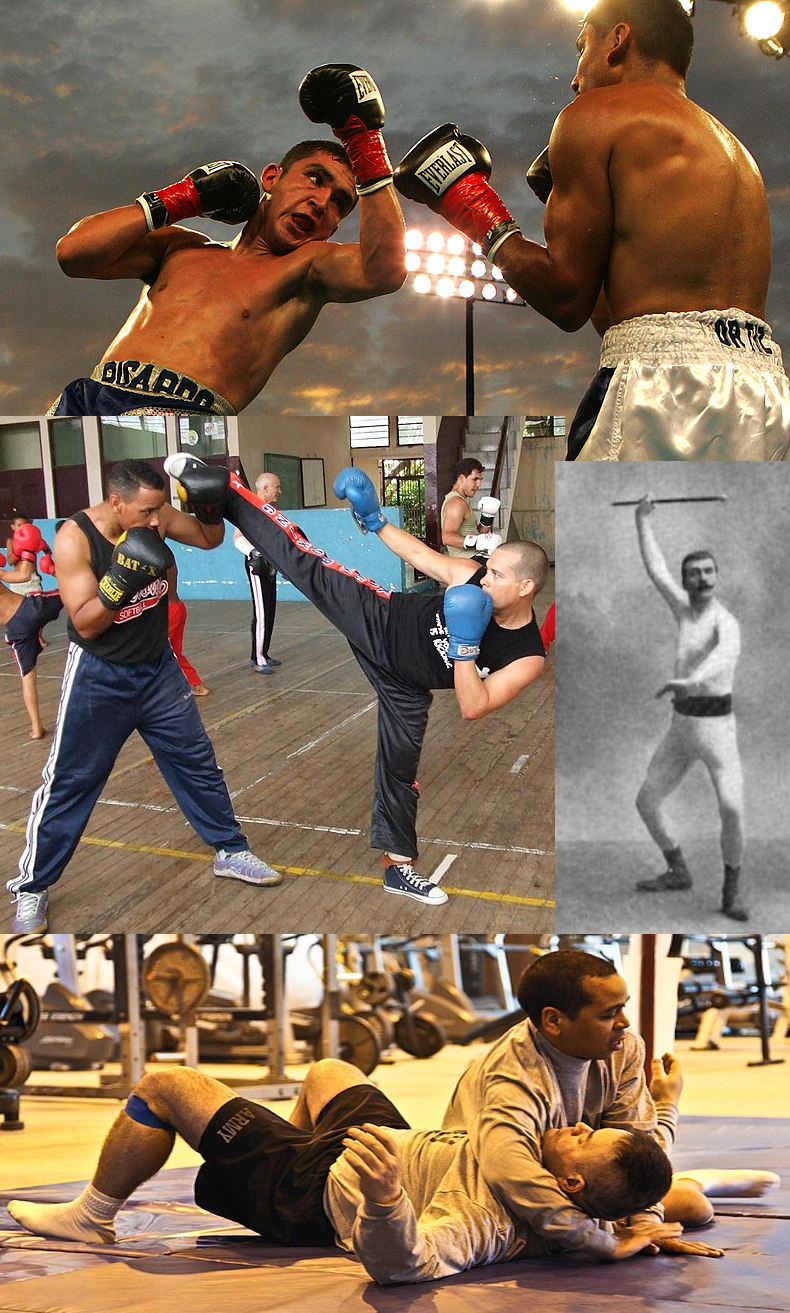
هنرهای رزمی که در بارتیتسو استفاده می‌شوند: بوکس، ساواته، مبارزه با چوب (سبک ویگنی) و جوجیتسو

## دفاع شخصی
بارتون رایت اعضای باشگاه بارتیتسو را تشویق کرد تا هر یک از چهار سبک اصلی مبارزه تن به تن را که در باشگاه آموزش داده شده بود، مطالعه کنند، که هر یک به‌طور گسترده با قسمت خاصی از رقابت‌های تن‌به‌تن مطابقت دارد.
هدف این بود که بر هر سبک به میزانی تسلط پیدا شود که در صورت نیاز بتوان از آنها علیه دیگران استفاده کرد. این فرایند شبیه مفهوم نوپیدا تمرین چندجانبه بود و می‌توان استدلال کرد که بارتیسو، بیشتر یک سیستم تمرین چندجانبه است تا یک سبک معمول هنر رزمی؛ البته باید این نکته را نیز در نظر داشت که برخی از عناصر بارتیتسو، کاملاً جدید و مخصوص بارتیتسو است.
بر اساس نوشته‌های بارتون رایت در مورد این موضوع، مشخص است که بارتیسو از سیستم مبارزه با چوب‌دست برای ضربه زدن و از جوجیتسو برای گلاویزی استفاده کرده است. از ساواته و بوکس هم به عنوان مکمل، در زمانی که فرد به چوب‌دست مسلح نباشد، استفاده می‌شود. ادغام بوکس، ساواته و جوجیتسو یکی از نوآوری‌های بارتیتسو است.